# Толуј
Толуј или Толуис (монг. Толуй, ср. монг. ᠲᠥᠯᠦᠢ, кин: 拖雷; пин: Tuōléi; 1193—1232) је био најмлађи син Џингис-кана и његове главне супруге Борте. Једно време је био регент Монголског царства после смрти свог оца (1227—1229). Најпознатији је по томе што је био отац великих канова Монгкеа и Кублаја, и Хулагу-кана, који је срушио Абасидски калифат.

## Биографија
Толуј се родио 1193. год. као најмлађи син Темуџина, будућег Џингис-кана, и његове главне супруге Борте, у тренутку кад рат у степи који је имао за резултат формирање Монголског царства још није почео и када је његов отац већ био загазио у сукоб са својим некадашњим андом, Јамуком. Формирањем тумена, основне монголске војне јединице, Толују је додељен војни одред од 5.000 људи.
Пре него што се отиснуо у поход на Хорезмијско царство 1219. године, Џингис-кан је сазвао породични курултај који је требало да одлучи о расподели освојене територије и о томе ко ће му бити наследник. Толуј је, наравно, заједно са браћом: Џучијем, Чагатајем и Огатајем, присуствовао овом састанку, али није узео никаквог битног учешћа у истом. Као најмлађем брату, припале су му територије монголске постојбине, на рекама Онон и Керлен, укључујући и планину Бурхан Халдун, тј. северна Кина и источна Монголија.
После очеве смрти 1227. године, Толуј је, као Отчиген, преузео положај регента Монголског царства, док се не обави и формално признање Огатаја за новог великог кана на курултају. Толуј је практично владао царством паралисаним смрћу његовог оснивача до лета 1229. године, када је Огатај и званично ступио на своју дужност.
У јесен 1232. године, са непуних четрдесет година, Толуј је умро од последица алкохолизма. Управу над његовим поседом, у име младих синова, преузела је његова удовица Соркохтани Беки.
Према Тајној историји Монгола, Толуј је био тих и миран.

## Наслеђе
Толуј је био ожењен Соркохтани Беки, нећаком кереидског кана, Онг-кана са којом је имао четири сина: Монгкеа, Кублаја, Хулагуа и Арик Бокеа. После Огатајеве смрти, 1241. године, наступиле су борбе за власт из које је Соркохтани изашла као коначни победник, а највећа моћ у царству је прешла на њене и Толујеве потомке. Монгке, најстарији син, изабран је за великог кана Монголског царства 1251. године. Да би учврстио свој легитимитет и историју поново написао у верзији која би му више одговарала, Монгке је постхумно 1252. године Толују доделио титулу великог кана. Учинио је то на основу правног закључка да је Толуј као најмлађи син, и стога Отчиген, био предодређен наследи титулу свог покојног оца, као и његову постојбину. После Монгкеове смрти ће тај закључак довести до рата за власт између Арик Бокеа и Кублаја.
Када је Кублај преузео власт у царству и прогласио династију Јуан 1277. године, постхумно је доделио кинеска имена Толују и осталим прецима. Изградио је и велики храм са осам просторија, од којих је једна била посвећена Толују. Попут Монгкеа, који је свог оца постхумно уздигао до положаја великог кана, Кублај му је подарио титулу кинеског цара. Наручио је и портрете целе породице у кинеском стилу, при чему су чланови више личили на мандаринске мудраце него на монголске ратнике. Толују је додељено храмовно име Жуи-цунг (кин: 睿宗; пин: Ruìzōng), какво је давано мудрим и племенитим владарима, и постхумно име Цар Жен-шенг Ђинг-сјанг (кин: 仁聖景襄皇帝; пин: Rénshèng Jǐngxiāng huángdì).